# Żelistryj
Żelistryj – staropolskie imię męskie. Składa się z członu Żeli- ("pragnąć") i -stryj ("stryj").